# Locorotondo (Wein)
Die Bezeichnung Locorotondo steht für Weißweine und Schaumweine aus der süditalienischen Gemeinde Locorotondo in der Metropolitanstadt Bari (Valle d’Itria) in der Region Apulien. Teilweise erfolgt deren Ausbau auch als Passito und den Spezifikationen „Riserva“ oder „Superiore“. Die Weine haben seit 1969 eine geschützte Herkunftsbezeichnung (Denominazione di origine controllata – DOC), deren letzte Aktualisierung am 7. März 2014 veröffentlicht wurde.

## Anbaugebiet
Der Anbau ist innerhalb der Metropolitanstadt Bari gestattet in den Gemeinden Locorotondo und in Cisternino sowie Teilen der Gemeinde Fasano.

## Erzeugung
Die Appellation Locorotondo sieht folgende Weintypen vor:
- Locorotondo (ohne weitere Herkunftsbezeichnung): muss zu mindestens 50 % aus der Rebsorte Verdeca und mindestens 35 % Bianco d’Alessano hergestellt werden. Höchstens 15 % andere weiße Rebsorten, die in den Produktionszonen „Murgia Centrale“ oder „Salento-Arco Jonico“ zugelassen sind, dürfen zugesetzt werden. Es dürfen auch Weine mit den Bezeichnungen „Superiore“ oder „Riserva“ vertrieben werden. Ebenso dürfen Weine aus teilrosinierten Trauben nach der Passito-Methode hergestellt werden.
- Unter der Bezeichnung „Locorotondo …“, gefolgt von der jeweiligen Rebsorte, werden Weine produziert, die zu mindestens 85 % aus der jeweils genannten Rebsorte bestehen müssen. Höchstens 15 % andere weiße Rebsorten, die in den Produktionszonen „Murgia Centrale“ oder „Salento-Arco Ionico“ zugelassen sind, dürfen zugesetzt werden:
  - Locorotondo Verdeca
  - Locorotondo Bianco d’Alessano
  - Locorotondo Fiano